# Oddsskarð

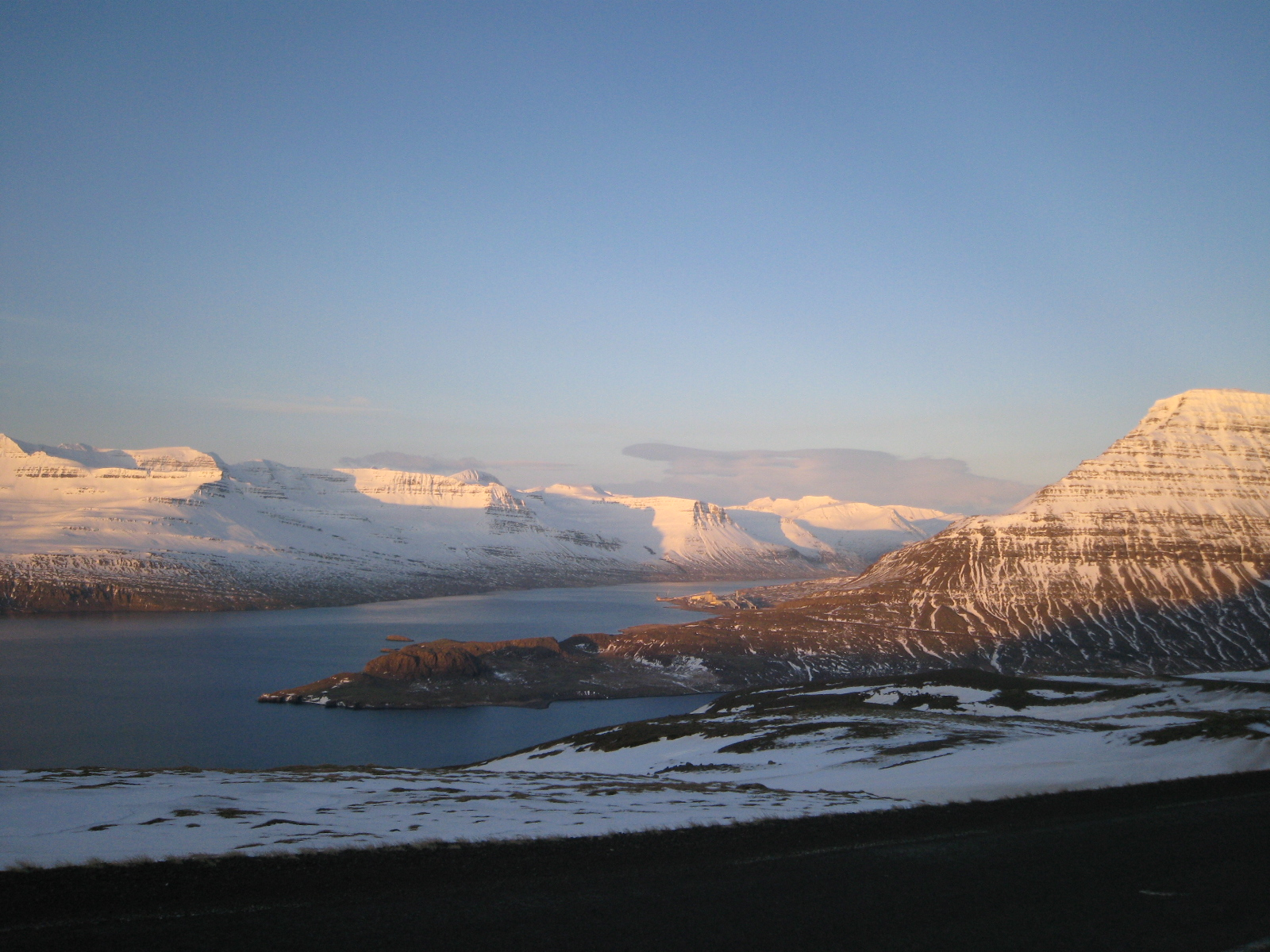
Blick von der Passstraße Richtung Reyðarfjörður und Eskifjörður

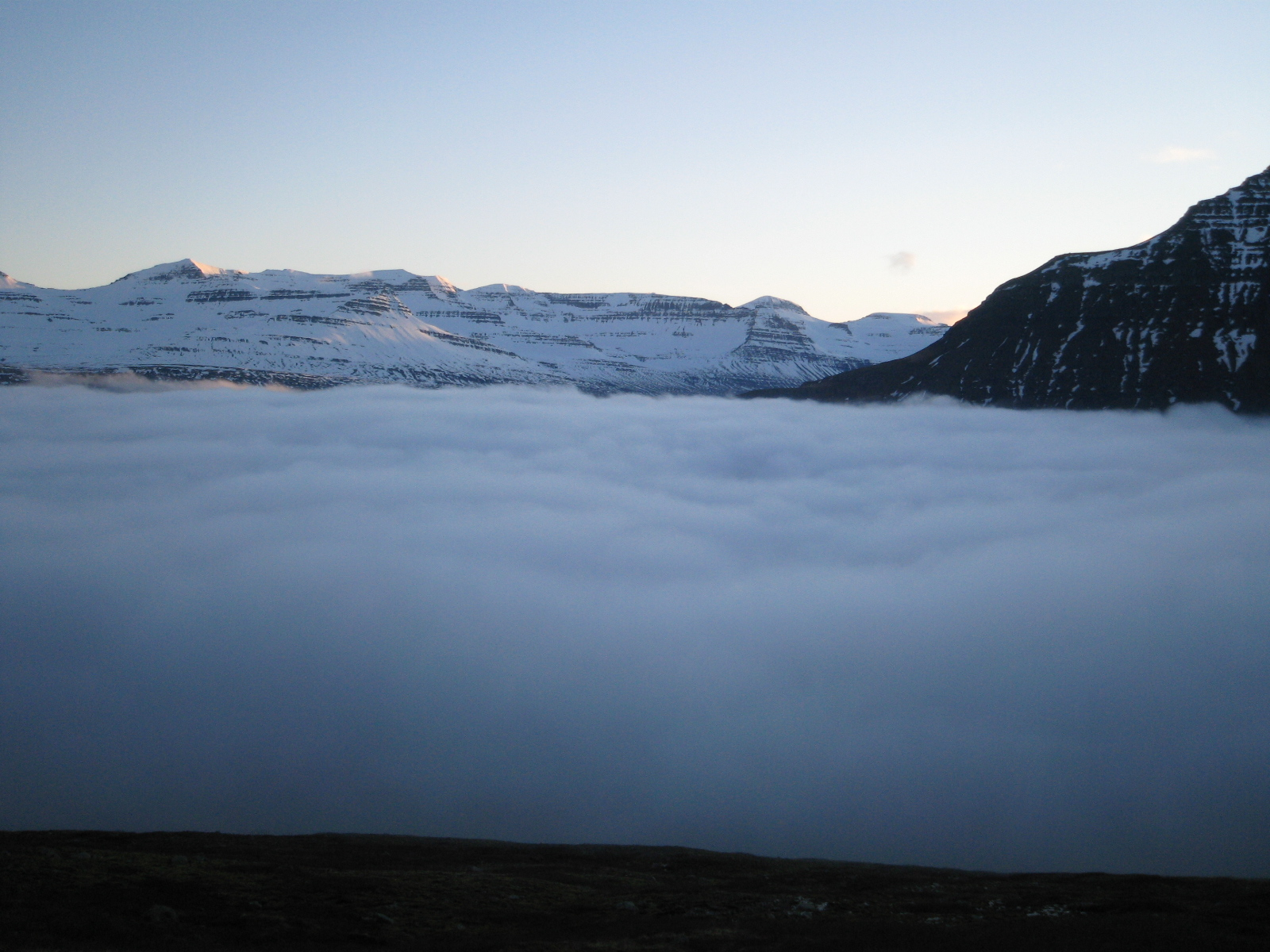
Blick von der Passstraße Richtung Reyðarfjörður und Eskifjörður, die im Nebel verborgen liegen

Der Oddsskarð ist ein Pass in den Ostfjorden Islands. Über ihn führte der Norðfjarðarvegur .

## Hochgelegene Passstraße
Diese Straße aus dem Jahr 1949 ist mit 705 m eine der höchsten in Island, höhere Straßen gibt es nur noch im Hochland. Sie verband die Orte Neskaupstaður und Eskifjörður durch den 626 m langen, einspurigen Oddsskarðsgöng. Er befindet sich in 632 m ü. M.
Da es aufgrund dieser Lage v. a. im Winter immer wieder zu Problemen mit der Verkehrsanbindung zwischen den Orten Eskifjörður und Neskaupstaðir kommt, wurde ein neuer Tunnel an anderer Stelle geplant, der wesentlich flacher durch den Berg führt.
Am 11. November 2017 wurde der Norðfjarðargöng eröffnet. Dieser Tunnel ist 7542 m lang und durch ihn verläuft jetzt die Straßenverbindung.

## Gleichnamiges Skigebiet
Auf der Südseite des Tunnels am Oddskarð gibt es ein Skigebiet, welches auch die Alpen der Ostfjorde genannt wird. Die Lifte beginnen in 513 m Höhe und reichen bis in 840 m hinauf, von wo man bei entsprechenden Wetterverhältnissen weit über den Fjord Reyðarfjörður sieht. Das Skigebiet besteht mit Liften seit 1988, seit 1994 mit Flutlichtanlage und ist vom Internationalen Skiverband für internationale Skiwettbewerbe als geeignet anerkannt worden. Dort war der Skibetrieb z. B. im Winter 2007/08 fast 3 Monate lang möglich.